# 卡塔赫纳足球俱乐部
卡塔赫纳足球俱乐部（Fútbol Club Cartagena），西班牙穆尔西亚自治区卡塔赫纳市的一个足球俱乐部。该队成立于1995年，现参加西班牙足球乙级联赛。